# Professionalnaja basketbolnaja liga
Professionalnaja basketbolnaja liga (ryska: Профессиональная баскетбольная лига (ПБЛ)), förkortad PBL, var Rysslands högsta division i basket på herrsidan 2010–2013. Ligan ersatte Basketbolnaja superliga, som 2010 ändrades från att vara Rysslands högsta division till att vara Rysslands näst högsta division i basket på herrsidan.